# Coxicerberus renaudi
Coxicerberus renaudi är en kräftdjursart som först beskrevs av Claude Chappuis och Delamare-Deboutteville 1956.  Coxicerberus renaudi ingår i släktet Coxicerberus och familjen Microcerberidae. Inga underarter finns listade i Catalogue of Life.